# Ivan Belec
Ivan Belec, slovenski duhovnik, sociolog in socialni publicist, * 3. april 1856, Radomlje, † 9. junij 1889, Radomlje.

## Življenje in delo
Belec je študiral bogoslovje v Ljubljani in bil 1879 posvečen v duhovnika. Po končanem študiju je bil kaplan in župnik v raznih krajih. Zavzemal se je za združitev vseh Slovencev v eni državi. Zagovarjal je ustanovitev vseslovanskega literarnega časopisa. Predlagal pa je tudi, da bi postal ruski jezik knjižni jezik Slovanov. Kritiziral je kapitalistično izkoriščanje delavcev. Zavzemal se je tudi za prepoved  ženskega dela v tovarnah, za skrajšanje delavnika in zvišanje delavskih plač. Po smrti Josipa Jurčiča je nehal sodelovati pri Slovenskem narodu in začel dopisovati v  Slovenca. V njem je v letih 1882−1889 objavljal razprave Krščanstvo in pa delo, Kmetom v pomoč, Obresti v socialnem oziru, v katerih je obravnaval problematiko slovenskih kmetov in delavcev ter so kasneje izšle tudi v knjižni obliki.